# Abathymermis fiseri
Abathymermis fiseri là một loài tuyến trùng thuộc họ Mermithidae.
Loài này sống ở nước ngọt.